# Alchemilla abyssinica
Alchemilla abyssinica är en rosväxtart som beskrevs av Fres.. Alchemilla abyssinica ingår i släktet daggkåpor, och familjen rosväxter.

## Underarter
Arten delas in i följande underarter:
- A. a. schimperi
- A. a. muscoidea